# Jorge Carpio Nicolle
Jorge Carpio Nicolle (24 de outubro de 1932 - 3 de julho de 1993) foi um proeminente político e editor de jornais guatemalteco. Ele foi o fundador da Unión del Centro Nacional (UCN) em 1984, e concorreu como candidato do partido à presidência nas eleições de 1985 e 1990, ficando em segundo lugar em ambas as eleições. Foi o fundador, diretor e editor do El Gráfico, que já foi um dos maiores jornais da Guatemala. Também fundou La Tarde, El Deportivo, La Razón e outros jornais durante sua carreira. Serviu como embaixador da Guatemala nas Nações Unidas e fez parte da comissão de direitos humanos (1966).  Foi assassinado em 3 de julho de 1993, junto com Juan Vicente Villacorta Fajardo, membro de uma das mais antigas e conhecidas famílias políticas e outros dois líderes políticos do UCN, no município de Chichicastenango, El Quiché. Testemunhas sobreviventes relataram que os assassinatos ocorreram depois que o grupo foi interceptado por integrantes das Patrulhas de Autodefesa Civil, uma unidade paramilitar sob o controle do Exército da Guatemala. Segundo sua viúva, Marta Arrivillaga de Carpio, que estava com Carpio e os outros durante o ataque, a minivan do partido foi detida por um grupo de homens armados com máscaras que dispararam contra os ocupantes.